# Tieste (Ennio)
Tieste è una tragedia di Quinto Ennio, di cui oggi restano solo frammenti.

## Trama
La tragedia ripropone il mito dei gemelli Atreo e Tieste: un conflitto continuo tra i due, dovuto ad una maledizione del loro padre Pelope. 
Probabilmente, il dramma era ambientato nella corte di Tesproto e sembra che Ennio abbia provocato una maggiore impressione con la seconda parte della sua opera.
Dopo che Tieste decide di andare al banchetto allestito dal fratello, in un atto di riappacificazione, scopre che gli è stata imbandita la carne dei figli morti. Queste sono le parole che Tieste pronuncia dopo aver smascherato Atreo:
Che egli confitto sulla cima di alti scogli, sventrato,

sospeso per un fianco, cospargendo le rocce di putrido marciume

e di nero sangue, senza che lo accolga una tomba, porto del corpo,

dove, conclusa la vita, riposi dai mali!»
(fr. 199 Traglia)
Queste vicende sono raccontate dallo stesso Tieste, fuggito alla corte di Tesproto, re dell'Epiro. Qui viene raggiunto da Atreo, che intende completare la sua vendetta uccidendolo , ma Tesproto placa il re di Micene concedendogli in sposa Pelopia, una fanciulla prigioniera. Tuttavia, la ragazza è figlia di Tieste, e dalla violenza subita dal padre, che l'aveva stuprata in obbedienza a un oracolo di Apollo, nascerà Egisto, che ucciderà Atreo stesso e poi suo figlio Agamennone.
La vicenda, che presenta degli elementi caratteristici della tragedia latina, come il senso del macabro e l'eroe cinico, fu riproposta anche da Pacuvio e da Lucio Accio, esponenti dell'apice della tragedia latina; in seguito vi si cimentarono Vario Rufo e Lucio Anneo Seneca.